# Ernst Schwamkrug
Ernst Schwamkrug (* 2. Februar 1870 in Schneeberg (Erzgebirge); † 17. Februar 1946 in Freiberg, Sachsen) war ein deutscher Jurist und Polizeipräsident.

## Leben
Er stammte aus dem sächsischen Erzgebirge. Nach dem Besuch der Bürgerschule Freiberg wechselte er bis 1889 an das Gymnasium Albertinum. Im Anschluss studierte er Rechtswissenschaften an den Universitäten Freiburg im Breisgau und Leipzig. 1899 legte er das Assessorexamen ab und wurde Polizeiassessor beim Rat der Stadt Chemnitz. Ab 1901 war er Gewerberichter und Vorsitzender des Gewerbe- und Kaufmannsgerichts. 1907 wurde er zum besoldeten Stadtrat von Chemnitz ernannt und im Mai 1919 zum Polizeidirektor. Am 1. Oktober 1922 erfolgte seine Beförderung zum Polizeipräsidenten. Als solcher nahm er u. a. 1926 die Weihe des  Ehrenmals der Chemnitzer Polizei für ihre Weltkriegsgefallenen vor. Es hatte seinen Standort im Polizeipräsidium an der Poststraße/Ecke Beckerplatz, dem heutigen Johannisplatz. Schwamkrug blieb auch nach der Machtergreifung der Nationalsozialisten 1933 im Amt. Nach Ende des Zweiten Weltkrieges lebte er in Freiberg, wo er als Polizeipräsident a. D. 1946 starb.